# QSO B1637+826
QSO B1637+826 és un quàsar situat a la constel·lació de l'Ossa Menor.